# Rhodoarrhenia cyphelloides
Rhodoarrhenia cyphelloides är en svampart som först beskrevs av Lloyd, och fick sitt nu gällande namn av Rolf Singer 1964. Rhodoarrhenia cyphelloides ingår i släktet Rhodoarrhenia och familjen Bolbitiaceae.   Inga underarter finns listade i Catalogue of Life.